# Julie Grundtvig Wester
Julie Grundtvig Wester (født 8. august 1991) er en dansk skuespiller. Hun startede som børneskuespiller i Oskar og Josefine, men nu er hun mere i de alvorlige roller. Hun er mest kendt for filmtrilogien Tempelriddernes skat.

## Filmografi
- Oskar og Josefine (2005) – Pige med høfeber
- Tempelriddernes skat (2005) – Katrine
- Tempelriddernes skat II (2007) – Katrine
- Cecilie (2007) – Camilla Simonsen
- Tempelriddernes skat III (2008) – Katrine
- En forelskelse 2009 – Melissa
- Se min kjole (2009) – Stef
- Skyskraber (2010)
- Robin (2017)